# 炎の聖歌隊 ［Choir］
「炎の聖歌隊 ［Choir］」（ほのおのせいかたい クワイア）は、桑田佳祐の楽曲。2作目の配信シングルとして、タイシタレーベル / SPEEDSTAR RECORDSからダウンロード配信・ストリーミングで2021年8月11日に発売された。

## 背景・リリース
2021年9月15日に発売となったミニ・アルバム『ごはん味噌汁海苔お漬物卵焼き feat. 梅干し』から先行配信シングルとして発売された。前作「SMILE〜晴れ渡る空のように〜」から続き、第2弾となる作品である。
発売の発表は、2021年8月9日にメディアを通して公開された。なお、一般の発売は8月11日となるが、iTunes Storeでは8月10日にプリオーダーが開始となる。

## アートワーク
本作のジャケットに描かれている自動車は、SUBARUが1960年代に製造していた「スバル360」であり、この車はミュージック・ビデオにも登場している。

## プロモーション
テレビ披露
| 放送日        | 番組名                                                                                          | 放送局 | 披露曲 | 出典        |
| ------------- | ----------------------------------------------------------------------------------------------- | ------ | --- | ----------- |
| 2021年9月16日 | SONGS 第582回 桑田佳祐スペシャル 魂の悶絶ライブ!! 〜ごはん味噌汁時々ボウリング feat. 洋ちゃん〜 | NHK    | 「炎の聖歌隊 ［Choir］」 「悲しきプロボウラー」 「さすらいのRIDER」 「金目鯛の煮つけ」 「Soulコブラツイスト〜魂の悶絶」 | [ 8 ] [ 9 ] |

## 批評
音楽ライターの森朋之は本楽曲について、切なさと爽やかさを併せ持ったメロディや心地よい疾走感に溢れたバンドサウンド、そしてザ・ビーチ・ボーイズやザ・ベンチャーズを想起させるアレンジメントと表現し、湘南サウンドの最新版とも言える、“これぞ桑田佳祐!”と喝采を送りたくなると評価している。

## 収録曲
1. 炎の聖歌隊 ［Choir］ (3:51)[10]
（作詞・作曲：桑田佳祐 / 編曲：桑田佳祐 & 片山敦夫）
SUBARU「フォレスター」CMソング[注釈 1]。ユニクロ「Life Wear/タックワイドパンツ 空港編」CMソング[注釈 2][13]。
桑田のポップサイドを押し出した楽曲であり、軽快なエイトビートで華やかなイントロのフレーズから始まる[1]。桑田によるとサビは少年隊のようなジャニーズ系の歌手が映像で歌っているイメージであるという[14]。歌詞にはライブに訪れた観客に向けたフレーズが散見されており、発売日には全国ツアーライブ『LIVE TOUR 2021「BIG MOUTH, NO GUTS!!」』の開催決定がメディアを通して発表された[5][15][16]。桑田も本楽曲に対して、ツアーの匂わせだと認めており、桑田なりに次に進まなければならないという発信でもあるという[17]。
桑田はコロナ禍でスケジュールが流動的で締め切りに迫ることがほとんど無かったといい、本楽曲は「お題ありき」で制作締め切りがあったため、制作のモチベーションが上がったことを公言している[17]。
ミュージック・ビデオは2021年8月15日の0時に自身のYouTubeチャンネルにて公開され、ファン同士でコミュニケーションをとりながら映像を楽しむことができるプレミア公開機能が用いられている。なお、この機能はサザンオールスターズを含めても初の試みとなった[18]。

## 参加ミュージシャン
- 炎の聖歌隊 ［Choir］
  - 桑田佳祐：Vocal, Acoustic & Electric Guitar, Tambourine & Backing Vocal
  - 片山敦夫：Piano, Synth bass & Synthesizer
  - 角谷仁宣：Rhythm & Computer Programming

## 収録アルバム
| 曲名                 | 作品名                                    |
| -------------------- | ----------------------------------------- |
| 炎の聖歌隊 ［Choir］ | ごはん味噌汁海苔お漬物卵焼き feat. 梅干し |
| 炎の聖歌隊 ［Choir］ | いつも何処かで                            |

## ミュージック・ビデオ収録作品
| 曲名                 | 作品名 |
| -------------------- | ------ |
| 炎の聖歌隊 ［Choir］ | 未収録 |

## ライブ映像作品
| 曲名                 | 作品名                                            |
| -------------------- | ------------------------------------------------- |
| 炎の聖歌隊 ［Choir］ | LIVE TOUR 2021「BIG MOUTH, NO GUTS!!」            |
| 炎の聖歌隊 ［Choir］ | お互い元気に頑張りましょう!! -Live at TOKYO DOME- |